# Franck Queudrue
Franck Queudrue (ur. 27 sierpnia 1978 w Paryżu) – francuski piłkarz występujący na pozycji obrońcy.

## Kariera klubowa
Queudrue swoją piłkarską karierę rozpoczął w roku 1997 w RC Lens. Początkowo występował w drużynie rezerw tego klubu. Zaliczył tam 30 występów oraz strzelił cztery bramki, po czym w sezonie 1999/00 został włączony do pierwszej drużyny. W debiutanckim sezonie zagrał tam w 16 meczach Ligue 1, w których zdobył jedną bramkę. Przez następny rok nie stracił miejsca w wyjściowej jedenastce i zagrał w 24 spotkaniach. W październiku 2001 roku Queudrue został wypożyczony do angielskiego Middlesbrough FC.
Zadebiutował tam 13 października w zremisowanym 0:0 pojedynku z Charltonem Athletic. Pierwszą bramkę zdobył w następnej ligowej kolejce, w spotkaniu z Sunderlandem AFC. W sezonie 2001/02 zakończył z 28 ligowymi występami. W maju 2002 roku został na stałe wykupiony przez Middlesbrough. Kwota transferu wynosiła 2,5 miliona funtów. Queudrue przez następne trzy sezony nie stracił miejsca w wyjściowej jedenastce swojego zespołu, ponadto w lutym 2004 roku zdobył ze swoim zespołem Puchar Ligi pokonując w finale Bolton Wanderers. W każdym z tych trzech sezonów występował w 31 ligowych spotkań. W następnych rozgrywkach Middlesbrough pokonując w półfinale Steauę Bukareszt awansował do finału Pucharu UEFA, w którym miał się zmierzyć z Sevillą FC. "Boro" przegrało jednak ten mecz 0:4 a on sam zagrał w tym meczu do 70. minuty, kiedy to zmienił go Yakubu Aiyegbeni. Sezon 2005/06 był ostatnim sezonem Francuza w Middlesbrough. W letnim okienku transferowym Queudrue przeszedł do Fulham FC. Łącznie w ekipie "Boro" wystąpił w 150 meczach oraz strzelił 11 bramek.
W nowej drużynie Francuz swój debiut zaliczył 20 sierpnia w przegranym 5:1 wyjazdowym spotkaniu z Manchesterem United. 27 grudnia w pojedynku z Charltonem Athletic (2:2) zdobył swoją pierwszą bramkę dla Fulhamu. W swoim pierwszym a zarazem ostatnim sezonie w drużynie z Londynu wystąpił w 29 meczach Premier League i wraz z drużyną zajął 16. miejsce w ligowej tabeli. W sierpniu 2007 roku za 2 miliony funtów przeszedł do Birmingham City.
W klubie tym swój pierwszy występ zaliczył 12 sierpnia w przegranym 3:2 meczu z Chelsea F.C. W debiutanckim sezonie w tej drużynie zagrał jeszcze w 15 meczach i wraz ze swoją ekipą zajmując 19. miejsce w Premiership spadł do The Championship. 15 listopada w wygranym 3:2 meczu z Charltonem Athletic zdobył swoją pierwszą bramkę dla Birminghamu City.
25 marca Queudrue został wypożyczony do Colchester United. Dwa dni później zadebiutował w tym zespole w meczu z Wycombe Wanderers. Łącznie w Colchesterze United rozegrał trzy mecze. Po powrocie do Birminghamu City, klub ten potwierdził, że Queudrue odejdzie z zespołu 30 czerwca 2010 roku, kiedy to wygaśnie mu kontrakt. W 2010 roku Queudrue wrócił do Lens.

## Kariera reprezentacyjna
W roku 2000 Queudrue wystąpił w jednym meczu reprezentacji Francji B.